# Molophilus loratus
Molophilus loratus är en tvåvingeart som beskrevs av Alexander 1929. Molophilus loratus ingår i släktet Molophilus och familjen småharkrankar. Inga underarter finns listade i Catalogue of Life.